# Повітряні сили Португалії
Повітря́ні си́ли Португа́лії (порт. Força Aérea Portuguesa) — повітряні сили Португальської Республіки. Наймолодший вид португальських збройних сил. Походять від першої португальської аеростатної роти 1911 року. До 1952 року були розділені між армією і флотом, поділялися на військову та морську авіацію. 1 липня 1952 року виокремленні як самостійний вид шляхом об'єднання обох авіацій. Брали участь у Першій світовій війні та колоніальних війнах в Африці. Керуються головою штабу повітряних сил (CEMFA) з штаб-квартирою в Амадорі. У воєнний час підпорядковуються Генеральному штабу Збройних сил Португалії, в мирний — міністру національної безпеки. Є професійними постійними силами. Чисельність — 5957 осіб (2015); з них — 1677 офіцерів, 2511 — сержантів і 842 — цивільних службовці. Мають на озброєнні близько 100 літаків. Окрім основних військових функцій виконують громадські завдання, поліцейсько-пошукові і ремонтні роботи. Абревіатура — PoAF (міжнародна), FAP (португальська). Також — Військо́во-пові́тряні си́ли Португа́лії.

## Техніка та озброєння
| Модель літака/Тип  | Фото          | Країна походження | Призначення        | Варіації                           | Кількість     | Примітки                                                        |
| Бойові літаки      | Бойові літаки | Бойові літаки     | Бойові літаки      | Бойові літаки                      | Бойові літаки | Бойові літаки                                                   |
| ------------------ | ------------- | ----------------- | ------------------ | ---------------------------------- | ------------- | --------------------------------------------------------------- |
| F-35 Lightning II  |               | США               | Винищувач          | F-35 Lightning II                  | 0/28          | Португалія замовила для себе винищувачі F-35 які замінять F-16. |
| Транспортний літак |               |                   |                    |                                    |               |                                                                 |
| C-130 Hercules     |               | США               | Транспортний літак | C-130H Hercules C-130H-30 Hercules | 6             | На службі з 1977 року.                                          |
| C-390 Millennium   |               | Бразилія          | Транспортний літак | C-390 Millennium                   | 5             | На службі з 2019 року.                                          |

## Структура
1. Аеродроми[3]
  - BA1 — авіабаза № 1, Сінтра (LPST)
  - BA4 — авіабаза № 4, Прая-да-Віторія (LPLA)
  - BA5 — авіабаза № 5, Лейрія (LPMR)
  - BA6 — авіабаза № 6, Монтіжу (LPMT)
  - BA8 — авіабаза № 8, Овар (колишній AM1 — маневровий аеродром № 1, LPOV)
  - BA11 — авіабаза № 11, Бежа (LPBJ)
  - AT1 — транзитний аеродром № 1, Лісабон (LPPT)[4]
  - AM3 — маневровий аеродром № 3, Порту-Санту (LPPS)[5]
2. Станції спостереження і розвідки
  - ER1 — Радіолокаційна станція № 1[6]
  - ER2 — Радіолокаційна станція № 2[7]
  - ER3 — Радіолокаційна станція № 3[8]
  - ER4 — Радіолокаційна станція № 4[9]

## Війни
- Перша світова війна
- Колоніальна війна Португалії

## Освіта
- Академія повітряних сил (Португалія)

## Знаки
- Розпізнавальний знак військового літака

до 1918
з 1918
з 1918